# دراما الطفل
الدراما والطفل يتعلم الطفل ومن خلالها يستطيع فهم نفسه والتعبير عن انفعالاته، فمن خلال الدراما يستطيع أن يكتشف قدراته كما يمكنه أن يميز بين ما في وسعه فعله وما لا يستطيع القيام به.

## الدراما ونمو الطفل
يعتبر ميول الطفل من أهم الدعائم التي يجب مراعاتها عند البداء بالولوج للدراما، ويجب مراعاة أن تكون الأنشطة المقدمة مناسبه لعمر الطفل حيث أثبتت الدراسات أن معظم الأطفال يحاولون التهرب من الأنشطة التي تكون غير مناسبه لعمر الطفل وأهتماماته بينما يطلق الأطفال العنان لطاقاتهم ومهاراتهم التي لا حدود لها في الألعاب التي تناسب مستواهم العمري.

### اللعب الدرامي عند الطفل
يكتشف الطفل العالم من حوله من خلال اللعب، فإذا نظرنا إلى الأطفال من حولنا نلاحظ أنهم يمضون معظم وقتهم في اللعب وان اللعب بالنسبة لهم حياة
يبدأ اللعب الدرامي بالظهور في سن الثالثه، ويرتبط اللعب الدرامي بعدة شروط:
1. توفير الألعاب المناسبة لعمر الطفل وميوله وأهتماماته.
2. تشجيع الطفل على الاستقلالية.
3. تزويد الطفل بالألعاب المهن كمهنة الطبيب، النجار، المزارع، والشرطي.

#### مراحل اللعب الدرامي
1.مرحلة المشاهدة : يقتصر دور الطفل في هذه المرحلة من اللعب على المشاهدة فقط دون الاشتراك في اللعب.
2.اللعب الدرامي الفردي : يبدأ الطفل في هذه المرحلة باللعب بمفرده، أي عن طريق التحدث مع نفسه بصورة مسموعه أو في عقلة بصورة غير مسموعه.
3.اللعب الدرامي المتوازي : وهو اللعب بوجود الأخرين وليس مشاركتهم، فالطفل في هذه المرحلة لا يحب أن يلعب بمفرده وحيداََ ولا يحب أن يلعب معهم بنفس الوقت.
4.اللعب الدرامي التعاوني : يشارك الطفل في هذه المرحلة الأخرين في اللعب، ويتعلم الطفل معنى التعاون، والخطأوالصواب، والحقوق والواجبات.

## الدراما الإبداعية
مفهوم الدراما الإبداعيه:نشاط تمثيلي يقوم ب الطفل تحت إشراف المعلمة، محوره التقليد والمحاكاة وتنمية الخيال لدى الأطفال وتبادل الأدوار؛ حيث يتمثل دور الأطفال (الذكور) بتقليد دور الأب أو الشرطي، أما البنات فيقمنا بتقليد دور الأم وربة المنزل.

### أهداف الدراما الإبداعيه
1. ينمي قدرة الطفل على تجاوز حدود الواقعية.
2. إنماء الخيال لدى الطفل.
3. يستطيع الطفل أن يكتشف إمكاناته وقدراته.
4. من خلال الدراما يستطيع الطفل التدرب على حل المشكلات.
5. إكساب الطفل ثقته بنفسه.

#### أهمية الدراما الإبداعية
1. وسيلة تعليمية: تعتبر الدراما أهم أسس المعرفة فيمكن للمعلمة الماهرة توظفها داخل غرفة الأنشطة.
2. وسيلة لتنمية الجانب الاجتماعي للطفل: بدون اللعب يصبح الطفل أنانيا، ولكن باللعب يتعلم المشاركة والتعاون ويتدرب مع الأطفال الأخرين على الأخذ والعطاء، كما أنه يصبح لاعباً حسنا وخاسر حسناً ومن خلال اللعب الجماعي يستطيع الطفل تدريجيا التخلص من حالة التمركز حول الذات.

3.وسيلة علاجية: تأتي اهمية اللعب بالدراما كأحدى أهم الوسائل لمساعدة الأطفال للتعبير عن انفعالاتهم والكشف عن كل ما هو موجود في اللاشعور لدى الطفل وإخراجه إلى حيز الشعور ومن خلال مشاهدة المعلمة ل لعب الطفل يمكنها ملاحظة ما يعاني منه ووضع برامج إرشادية..